# Rayane Bouhanni
Pour les articles homonymes, voir Bouhanni.
Rayane Bouhanni, né le 24 février 1996 à Épinal, est un coureur cycliste français des années 2010. Il est le frère cadet du champion de France 2012, Nacer Bouhanni.

## Biographie

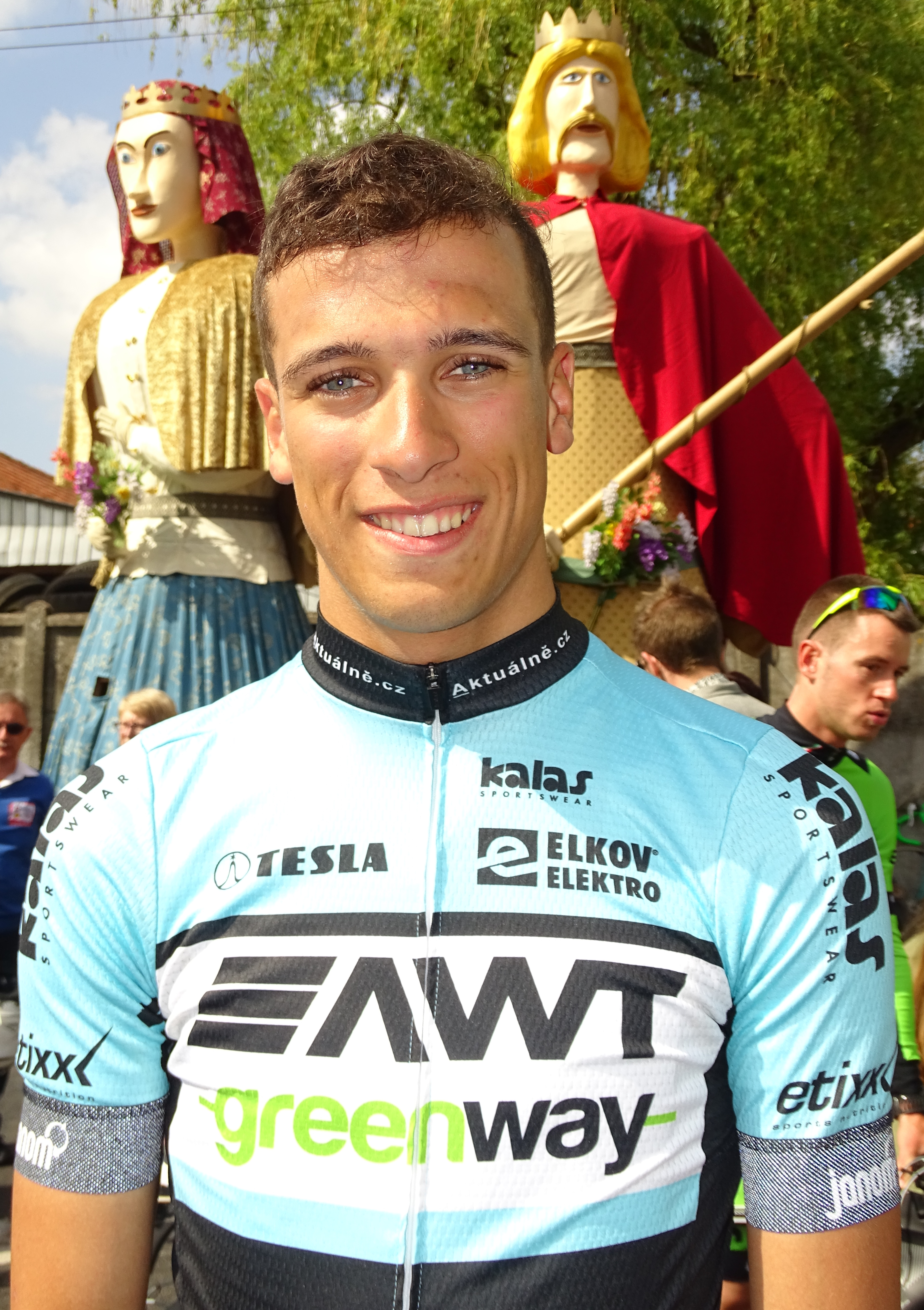
Rayane Bouhanni lors du départ du contre-la-montre par équipes de la 1re étape du Paris-Arras Tour 2015 à Vitry-en-Artois.

### Jeunesse et carrière amateur
Né le 24 février 1996 à Épinal dans les Vosges, Rayane Bouhanni est très vite bercé par le cyclisme par son entourage et notamment son frère ainé, Nacer, coureur cycliste professionnel depuis 2010 dans l'équipe FDJ.fr de Marc Madiot et son père. Il se distingue particulièrement lors de la saison 2014, sa deuxième saison dans la catégorie juniors, en terminant 2e de la Course de la Paix juniors en mai, manche de la Coupe des Nations juniors, sous le maillot de l'équipe de France. Toujours avec l'équipe nationale, il est sélectionné pour le Grand Prix Général Patton, en juillet où il se classe 7e de la 1re étape et 33e du classement général final. Il participe ensuite aux Championnats d'Europe de cyclisme sur route à Nyon où il se classe 10e du contre-la-montre individuel juniors et également de la course en ligne juniors. Toujours en juillet, il est sélectionné pour participer à une autre manche de la Coupe des Nations, le Tour de l'Abitibi au Canada. Il prend la tête de l'épreuve dès le premier jour en remportant la 1re étape à Amos. Il parviendra à garder le maillot jaune jusqu'à l'arrivée finale et remporte donc ce Tour de l'Abitibi. 

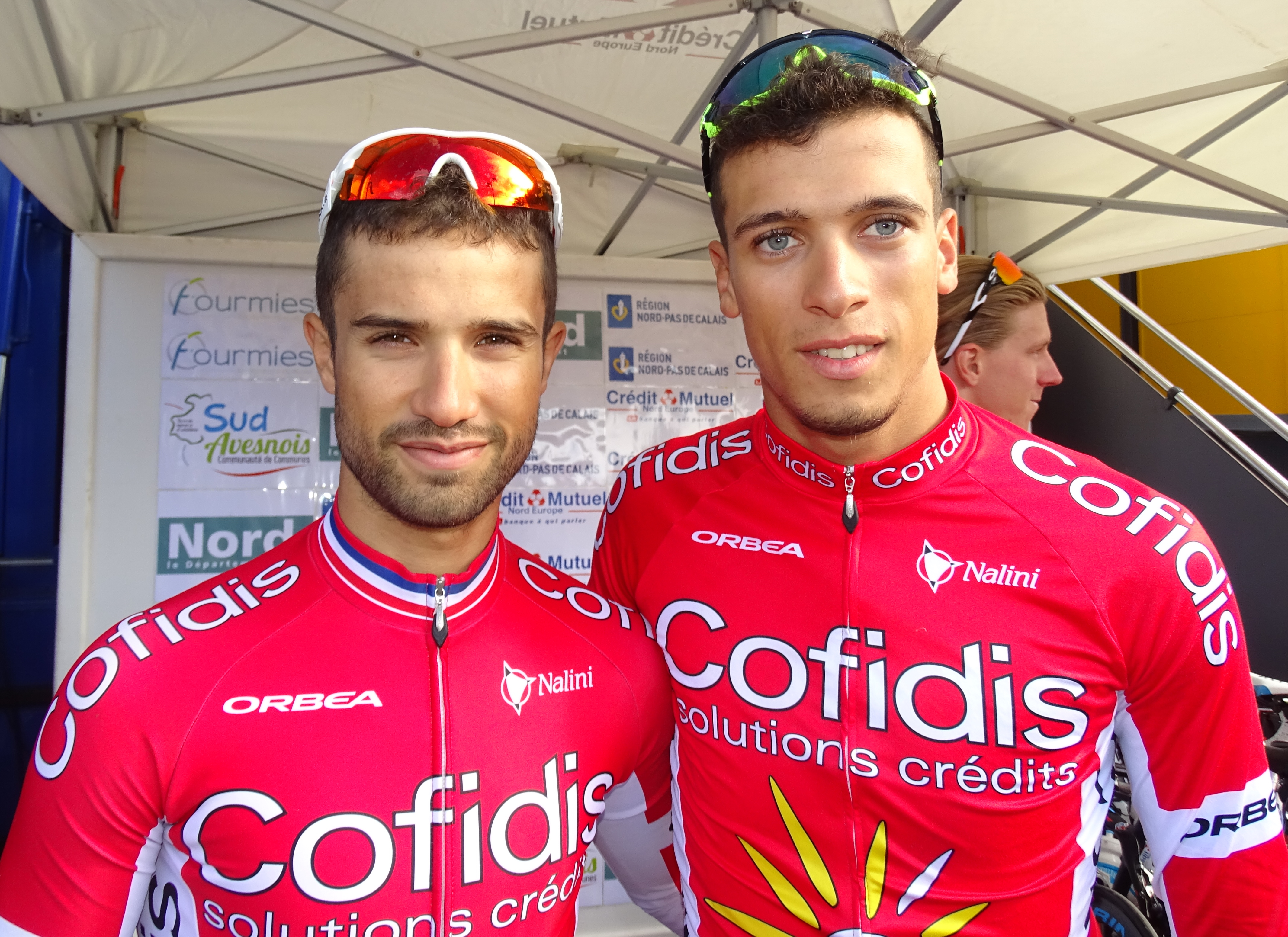
Nacer et son frère Rayane Bouhanni lors du départ du Grand Prix de Fourmies 2015.

En août, Bouhanni participe, sous les couleurs du comité de Lorraine aux championnats de France de l'Avenir à Saint-Omer, une sélection Lorraine composée de Yann Gras, Pierre Idjouadienne, Arthur Didelot, François Dupont et Corentin Zannini. Il réalise un très bon contre-la-montre individuel puisqu'il prend la 2e place de l'épreuve, seulement battu par Corentin Ermenault. Quelques jours plus tard, il devient champion de France juniors en devançant au sprint Léo Danès et Arthur Didelot. En septembre, il est sélectionné pour participer au Grand Prix Rüebliland et termine 3e du classement général final.
Le 12 novembre 2014, l'équipe Etixx annonce la venue de Rayane Bouhanni à partir de la saison 2015, et qu'elle se dénommera alors AWT-Greenway. Au deuxième semestre il signe un contrat de stagiaire avec l'équipe continentale professionnelle Cofidis puis un contrat professionnel dans cette même formation à partir de 2016.

### Carrière professionnelle
Il passe professionnel chez Cofidis en 2016, où il rejoint son frère Nacer. Lors de sa première saison, il a un rôle d'équipier. Son meilleur résultat est une 17e place sur une étape du Tour de Wallonie. En août, il est impliqué dans une bagarre sur le Tour du Poitou-Charentes, après l'arrivée d'une étape. En mai 2017, il se classe cinquième d'une étape du Rhône-Alpes Isère Tour, mais arrête sa saison quelques jours plus tard, en raison d'une blessure à un genou. En arrêt maladie depuis décembre 2017, il ne prend part à aucune course en 2018 et 2019. Sans équipe en 2020 cette année sonne la fin de sa carrière.

## Palmarès, classements mondiaux et distinctions

### Palmarès sur route
- 2013
  - Tour du Morbihan Juniors
- 2014

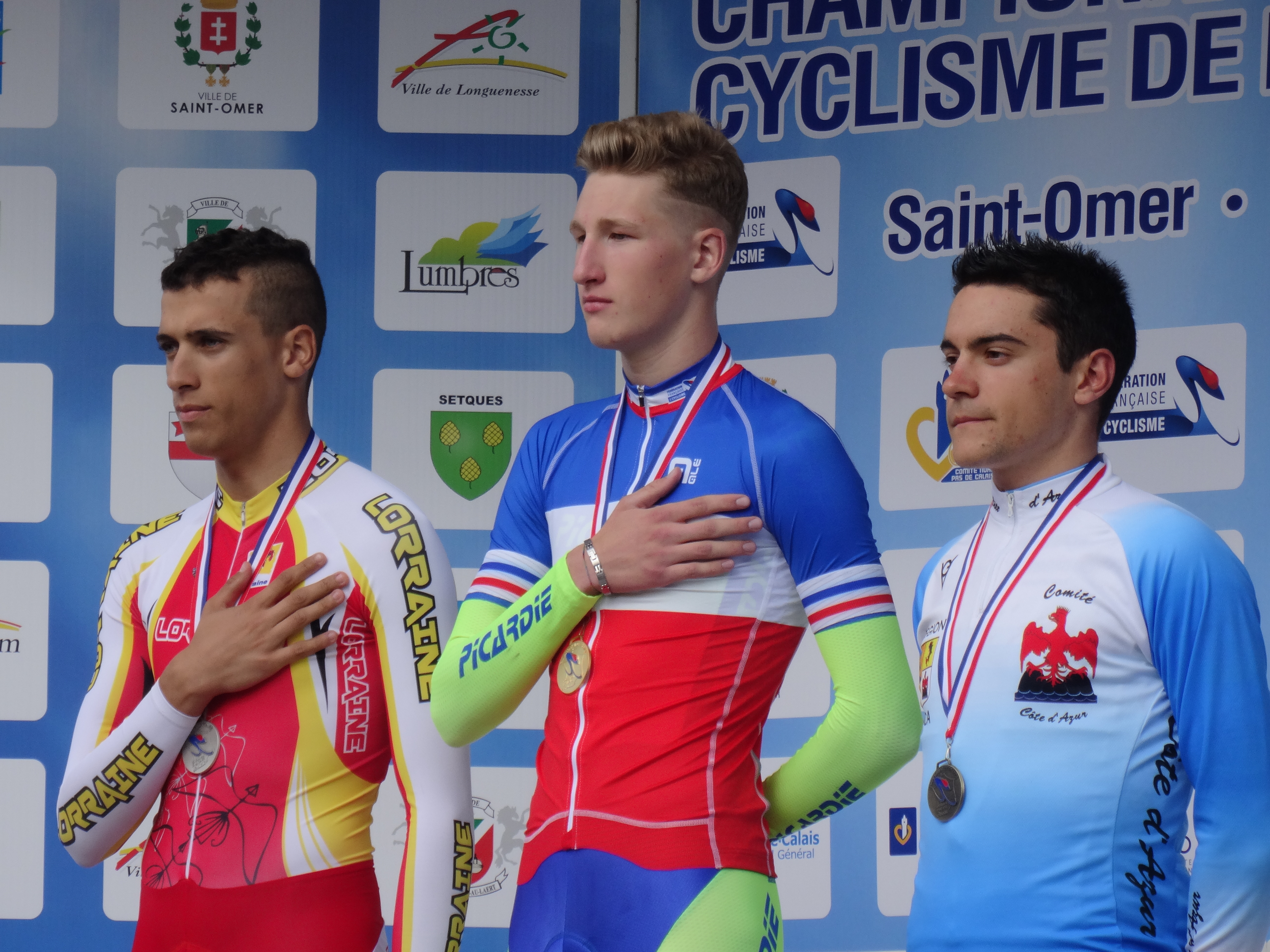
Rayane Bouhanni (2e), Corentin Ermenault (1er) et Jérémy Defaye (3e) lors des championnats de France de cyclisme sur route 2014.

  -  Champion de France sur route juniors
  - Tour de l'Abitibi :
    - Classement général
    - 1re étape

  - 2e du championnat de France du contre-la-montre juniors
  - 2e de la Course de la Paix juniors
  - 3e des Boucles de Seine-et-Marne
  - 3e du Grand Prix Rüebliland

### Classements mondiaux
| Année           | 2016   |
| --------------- | ------ |
| UCI Europe Tour | 1 742e |

### Distinctions
- Vélo d'or Juniors : 2014